# Kosteletzkya thouarsiana
Kosteletzkya thouarsiana är en malvaväxtart som beskrevs av Henri Ernest Baillon. Kosteletzkya thouarsiana ingår i släktet Kosteletzkya och familjen malvaväxter. Utöver nominatformen finns också underarten K. t. humbertiana.